# شورآباد ۱
شورآباد یک یک روستا در ایران است که در بخش مرکزی شهرستان بردسیر واقع شده‌است.